# Gordon W.

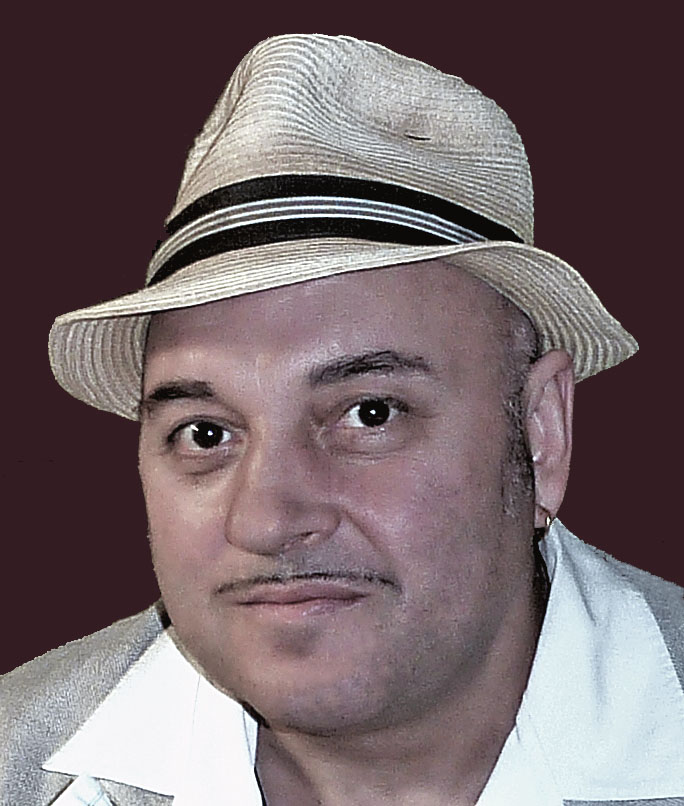
Gordon W.

Gordon W. (* 23. Dezember 1954 in Hamilton; bürgerlicher Name: Gordon Wojcickowski, in Kanada vormals auch bekannt als Gordon W. Zealot) ist ein kanadischer Kochaktions-, Performance- und Musikkünstler.

## Leben
Als Teenager in den 1970er Jahren wurde Gordon W. von der Schule verwiesen, nachdem er und ein Schulfreund an einem Musikabend Dada-Gedichte von Tristan Tzara rezitiert und dabei die Bühne mit Äxten zerhackt hatten. Er wanderte daraufhin nach Indien aus, studierte in Ashrams Hinduismus, indische Küche und das Tabla-Trommelspiel. Zurück in Kanada schloss er sich Anfang der 1980er Jahre dem Neoismus an, wurde Mitorganisator des 4. Neoistischen Apartment Festivals (APT) in Toronto und nahm bis 2004 an den meisten neoistischen Festivals teil. Unter anderem machte er Chapati zum offiziellen neoistischen Essen und führte kostenlose Haarschnitte als Ritual neoistischer Veranstaltungen ein. Als (Musik-)Performancekünstler arbeitete er gelegentlich mit Jack Smith und Tony Conrad zusammen.
Seit den frühen 1990er Jahren lebt und arbeitet Gordon W. in Berlin, kochte über viele Jahre für das Kleinrestaurant „W“ (dessen Logo ein umgedrehtes McDonald’s-„M“ ist) und spielte in der parodistischen Easy-Listening-Band Fuzzy Love. Zuvor spielte er im Ensemble des Fluxus-Künstlers Henning Christiansen. Er trat als Koch-Performancekünstler unter anderem auf der Ars Electronica 1996 und 2004 sowie an der Berliner Volksbühne auf. Er arbeitete eng mit der kanadischen Künstlerin Laura Kikauka und dem kanadischen Künstler und Komponisten Gordon Monahan zusammen, die beide ebenfalls viele Jahre in Berlin lebten. 2005/2006 trat er als Percussionist und Thereminspieler bei „Sanctuary“ auf, einem Projekt von Alexander Hacke (Bassist der Einstürzende Neubauten).